# Flux cyclique de Dungey
 (octobre 2021).
Pour les articles homonymes, voir Dungey.
En planétologie, le flux cyclique de Dungey (en anglais, Dungey flow cycle) ou cycle de Dungley est un phénomène sporadique de circulation magnétique qui se déroule dans la magnétosphère de la Terre en suivant une boucle qui pénètre à l'intérieur de celle-ci.